# Tiago Djaló
Tiago Emanuel Embaló Djaló (Amadora, Lisboa, 9 de abril de 2000) es un futbolista portugués. Juega de defensa y su equipo es la Juventus F. C. de la Serie A.

## Trayectoria
Formado en las inferiores del Sporting de Portugal, debutó con el Sporting C. P. "B" el 24 de febrero de 2018 ante Académica en la LigaPro.
En enero de 2019 fichó por el A. C. Milan y formó parte del equipo juvenil. En julio de 2019 entrenó con el primer equipo a cargo del entrenador Marco Giampaolo.
El 1 de agosto de 2019 fichó por el Lille O. S. C. hasta el año 2024. Debutó el 11 de agosto en la victoria 2-1 ante el Nantes.
En el equipo francés jugó un total de 102 encuentros y el 22 de enero de 2024 regresó al fútbol italiano después de ser traspasado a la Juventus de Turín. El siguiente mes de septiembre volvió a Portugal tras acordarse su cesión al F. C. Porto para la temporada 2024-25.

## Selección nacional
Djaló nació en Portugal y es descendiente bisauguineano. Es internacional en categorías por la selección de Portugal.
El 21 de marzo de 2022 recibió su primera convocatoria con la selección absoluta para disputar el playoff de clasificación para el Mundial 2022 después del positivo en COVID-19 de Pepe. Para hacer su debut tuvo que esperar al 18 de noviembre de 2024 en un partido de la Liga de Naciones de la UEFA 2024-25 ante Croacia que finalizó en empate a uno.

## Estadísticas
Actualizado al último partido disputado el 20 de febrero de 2025.
| Club                        | Div.          | Temporada     | Liga  | Liga  | Copas nacionales | Copas nacionales | Copas internacionales | Copas internacionales | Total | Total |
| Club                        | Div.          | Temporada     | Part. | Goles | Part.            | Goles            | Part.                 | Goles                 | Part. | Goles |
| --------------------------- | ------------- | ------------- | ----- | ----- | ---------------- | ---------------- | --------------------- | --------------------- | ----- | ----- |
| Sporting C. P. "B" Portugal | 2.ª           | 2017-18       | 12    | 1     | —                | —                | —                     | —                     | 12    | 1     |
| Sporting C. P. "B" Portugal | Total club    | Total club    | 12    | 1     | 0                | 0                | 0                     | 0                     | 12    | 1     |
| Lille O. S. C. Francia      | 1.ª           | 2019-20       | 8     | 0     | 3                | 0                | 3                     | 0                     | 14    | 0     |
| Lille O. S. C. Francia      | 1.ª           | 2020-21       | 17    | 0     | 3                | 0                | 4                     | 0                     | 24    | 0     |
| Lille O. S. C. Francia      | 1.ª           | 2021-22       | 28    | 1     | 3                | 0                | 7                     | 0                     | 38    | 1     |
| Lille O. S. C. Francia      | 1.ª           | 2022-23       | 25    | 2     | 1                | 0                | —                     | —                     | 26    | 2     |
| Lille O. S. C. Francia      | 1.ª           | 2023-24       | 0     | 0     | 0                | 0                | 0                     | 0                     | 0     | 0     |
| Lille O. S. C. Francia      | Total club    | Total club    | 78    | 3     | 10               | 0                | 14                    | 0                     | 102   | 3     |
| Juventus F. C. · Italia     | 1.ª           | 2023-24       | 1     | 0     | 0                | 0                | —                     | —                     | 1     | 0     |
| Juventus F. C. · Italia     | Total club    | Total club    | 1     | 0     | 0                | 0                | 0                     | 0                     | 1     | 0     |
| F. C. Porto Portugal        | 1.ª           | 2024-25       | 7     | 0     | 2                | 1                | 7                     | 1                     | 16    | 2     |
| F. C. Porto Portugal        | Total club    | Total club    | 7     | 0     | 2                | 1                | 7                     | 1                     | 16    | 2     |
| Total carrera               | Total carrera | Total carrera | 98    | 4     | 12               | 1                | 21                    | 1                     | 131   | 6     |

## Palmarés

### Títulos nacionales
| Título               | Club           | País    | Año     |
| -------------------- | -------------- | ------- | ------- |
| Ligue 1              | Lille O. S. C. | Francia | 2020-21 |
| Supercopa de Francia | Lille O. S. C. | Francia | 2021    |
| Copa Italia          | Juventus F. C. | Italia  | 2023-24 |